# Les Spécialistes (Fernsehsendung)
Les Spécialistes war eine zwischen 2006 und 2016 ausgestrahlte Fernsehsendung des französischen Senders Canal+.

## Geschichte und Hintergrund
Die Sendung wurde ab 2006 montags ab 20:30 Uhr ausgestrahlt und dauerte 55 Minuten. Im Mittelpunkt der anfangs von Romain Del Bello moderierten Sendung stand der vorangegangene Spieltag der Ligue 1, verschiedene Experten kommentierten das Geschehen. Aufgrund des Erfolgs folgten in den folgenden Jahren sukzessive Ableger an den folgenden Wochentagen. So gab es beispielsweise ab 2007 dienstags eine ab 2011 auf freitags verlegte analoge Sendung für Rugby. 2008 wurde eine Sendung für den Europapokal eingeführt, die sich den Spieltagen der UEFA Champions League widmete, und 2013 kam eine Sendung für die Formel 1 hinzu. Daneben gab es unterschiedliche Sendungen für einzelne Aspekte, so dass zwischen 2010 und 2015 an jedem Wochentag unter der Klammer Les Spécialistes eine Sendung ausgestrahlt wurde. Diese umfassten unter anderem Handball sowie jeweils deutschen („Der Spezialist“) bzw. englischen („The Specialist“) Fußball.
2011 beerbte Hervé Mathoux Del Bello als Moderator der montäglichen Hauptsendung, die Rugby-Sendung wurde von Anbeginn von François Trillo moderiert. 2015 wurden die Sendung auf 19:40 Uhr vorgezogen. Im Sommer 2016 überarbeitete Canal+ das Abendprogramm, dabei wurde Les Spécialistes durch die täglich ausgestrahlte Sendung 19H30 Sport ersetzt.